# Ahmet Temir
Ahmet Temir (* 14. November 1912 in Kasan, Russisches Kaiserreich; † 19. April 2003 in Ankara) war ein türkischer Turkologe tatarischer Herkunft.

## Leben
1929 flüchtete Ahmet Temir über Batumi aus der Sowjetunion. 1936 kam er als Doktorand nach Berlin. Er gehört zum Umfeld des Gerhard von Mende, für den er zu großdeutscher Zeit (1939–1945) gearbeitet hat. Während des Zweiten Weltkriegs suchte er in den Kriegsgefangenenlagern nach Tataren für die Tatarische Legion. Er war von 1952 bis 1954 Türkischdozent an der Universität Hamburg und seit 1955 Assistenzprofessor in der Fakultät für Literatur (DTCF) der Universität Ankara.

## Veröffentlichungen (Auswahl)
- Moğolların Gizli Tarihi (deutsch: Die Geheime Geschichte der Mongolen;  1948, 1986; Übersetzung)
- Kırşehir Emiri Cacaoğlu Nureddin'in 1272 Tarihli Arapça-Moğolca Vakfiyesi (1959)
- Milliyet Ülküsü İçinde Bilim ve Eğitim (1961)
- Türkoloji tarihinde Wilhelm Radloff Devri (1991)
- 60 Yıl Almanya (1936–1996)
- Bartold ve Zamanı
- Milletler ve Hükümdarlar Tarihi I
- Moğolların Gizli Tarihine Göre Cengiz Han
- Vatanım Türkiye: Rusya - Almanya - Türkiye Üçgeninde Memleket Sevgisi ve Hasretle Şekillenmiş Bir Hayat Hikayesi. 2011 [Memoiren]